# Пол Міллер (боксер)
Пол Міллер (англ. Paul Miller, 15 листопада 1978) — австралійський професійний боксер, чемпіон Ігор Співдружності.

## Аматорська кар'єра
На чемпіонаті світу 1999 програв в другому бою Андрію Федчуку (Україна).
На Олімпійських іграх 2000 переміг Жерсона Равело (Домініканська Республіка) і програв Вугару Алекперову (Азербайджан).
На чемпіонаті світу 2001 програв в першому бою Лучіану Буте (Румунія).
На Іграх доброї волі 2001 в єдиному поєдинку програв Гайдарбеку Гайдарбекову (Росія).
2002 року на Іграх Співдружності, здобувши чотири перемоги, завоював золоту медаль.

## Професіональна кар'єра
Дебютував на профірингу 2003 року. Провів 9 боїв, одержав 7 перемог.